# Electric
Az 1987-es Electric a The Cult harmadik nagylemeze. Az album jelezte az együttes zenei váltását: a gothic rocktól a hard rock felé fordultak. Az album szerepelt az 1001 lemez, amit hallanod kell, mielőtt meghalsz könyvben.

## Az album dalai
|     | Cím                  | Szerző(k)                | Hossz |
| --- | -------------------- | ------------------------ | ----- |
| 1.  | Wild Flower          | Ian Astbury, Billy Duffy | 3:39  |
| 2.  | Peace Dog            | Astbury, Duffy           | 3:35  |
| 3.  | Lil' Devil           | Astbury, Duffy           | 2:48  |
| 4.  | Aphrodisiac Jacket   | Astbury, Duffy           | 4:10  |
| 5.  | Electric Ocean       | Astbury, Duffy           | 2:50  |
| 6.  | Bad Fun              | Astbury, Duffy           | 3:33  |
| 7.  | King Contrary Man    | Astbury, Duffy           | 3:32  |
| 8.  | Love Removal Machine | Astbury, Duffy           | 4:17  |
| 9.  | Born to Be Wild      | Mars Bonfire             | 3:55  |
| 10. | Outlaw               | Astbury, Duffy           | 2:52  |
| 11. | Memphis Hip Shake    | Astbury, Duffy           | 4:00  |

## Közreműködők
- Ian Astbury – ének
- Billy Duffy – gitár
- Jamie Stewart – basszusgitár
- Les Warner – dob

## Fordítás
Ez a szócikk részben vagy egészben az Electric (The Cult album) című angol Wikipédia-szócikk ezen változatának fordításán alapul.  Az eredeti cikk szerkesztőit annak laptörténete sorolja fel. Ez a jelzés csupán a megfogalmazás eredetét és a szerzői jogokat jelzi, nem szolgál a cikkben szereplő információk forrásmegjelöléseként.